# تيم لاجيك
تيموثي ماثيو لاجيك (بالإنجليزية: Timothy Matthew Lajcik؛ مواليد 21 يونيو 1965) هو مُقاتل فنون قتالية مختلطة أمريكي.

## وصلات خارجية
- تيم لاجيك على موقع يو إف سي (الإنجليزية)
- تيم لاجيك على موقع شيردوغ (الإنجليزية)
- تيم لاجيك على موقع IMDb (الإنجليزية)
- تيم لاجيك على موقع قاعدة بيانات الفيلم (الإنجليزية)